# ちんから峠
ちんから峠（ちんからとうげ）は、作詞細川雄太郎、作曲海沼實により1939年（昭和14年）に発表された童謡。"ちんからホイ"という軽快なリズムの中に、馬や動物などに対する暖かい眼差しが感じられる曲である。

## 概要
作詞家細川雄太郎・作曲家海沼實のコンビは、この時期同時に「あの子はたあれ」のレコード化を進めていた。「ちんから峠」のレコード化が「あの子はたあれ」と同盤だったか別盤だったかは不明だが、いずれも作詞者細川雄太郎が、奉公先の群馬県新田郡藪塚本町（現：太田市）の味噌・醤油醸造会社で、夜寝床の中で自身の故郷滋賀県日野町の幼き日々や風物を偲びながら作詞投稿したもの。一対をなすものであろう。

## その他
- 細川雄太郎は、「童謡は詩であり、詩でない人生は美しくありません。童謡は童心であり、童心を失っては人間ではありません」と、口癖のように言っていたという。
- 細川雄太郎の故郷滋賀県蒲生郡日野町には瓜生津峠（国道307号、東近江市境）、笹尾峠（甲賀市境）などいくつもの峠があるが、童謡「ちんから峠」が、どの峠をイメージしたか、3番の“町からおかえり…”の町がどの町かは定かでない。現在日野町には『ちんから峠』と命名された峠がある。
- 日野町の菓子店には『ちんから峠』という栗あんの入った和菓子がある。
- 漫画・アニメ『ドラえもん』の劇場版『ドラえもん のび太の魔界大冒険』で、魔法の呪文に「ちんからホイ」が用いられた。また、短編で「珍加羅（ちんから）峠の宝物」という話がある（てんとう虫コミックス第15巻収録）。